# Bernhard Ludwig Suphan

Bernhard Suphan

Bernhard Ludwig Suphan (gesprochen: SUP-han; * 18. Januar 1845 in Nordhausen; † 9. Februar 1911 in Weimar) war Literaturwissenschaftler, Philologe und der erste Direktor des Goethe-Schiller-Archivs.

## Leben
Bernhard Suphan ist der Sohn des Barbiers Friedrich Karl Suphan (* 1818 in Frankenhausen; † 1865 in Nordhausen). Seine Mutter Friederike Amalie Meyer, verwitwete Oppermann (* 1802; † 1848 in Nordhausen) verlor er recht früh und wurde von der Stiefmutter Juliane Auguste Suphan, geborene Rübsamen, einer Hebamme (* 1831 in Nordhausen; † 1875 in Nordhausen, Heirat 1853 in Nordhausen) erzogen. Er studierte an der Universität in Halle und Berlin Philologie und Germanistik. 1866 wurde Suphan in Halle (Saale) promoviert. Er war Gymnasiallehrer an der Latina in Halle (Saale) und gab ein damals weitverbreitetes Schulbuch heraus. Als Auszeichnung wurde Suphan 1868 als Oberlehrer an das Friedrichswerdersche Gymnasium versetzt. Dort wurde ihm 1886 auch der Professoren-Titel verliehen.
Suphan wurde 1887 Direktor des Goethe-Schiller-Archivs in Weimar bis zu seinem Ruhestand Ende 1910.
1887 wurde Suphan Vorstandsmitglied der Goethe-Gesellschaft, deren Vizepräsident er 1906 wurde. 1888 wurde Suphan Vorstandsmitglied der Deutschen Shakespeare-Gesellschaft in Weimar. Ab 1892 war Bernhard Suphan korrespondierendes Mitglied der Bayerischen Akademie der Wissenschaften.
Am 5. Mai 1896 wurde Suphan zum Geheimen Hofrat anlässlich der Einweihung des neuen Archivgebäudes ernannt.
Suphan hat als Direktor des Goethe-Schiller-Archivs in den Jahren nach dem Tod von Großherzogin Sophie offenbar zeitweise stark unter der mangelnden Wertschätzung für die Arbeit seines Archivs und für ihn als Wissenschaftler gelitten. Darauf deutet diese von Suphan diktierte Niederschrift vom 12. September 1901 hin: „Sollte es einmal in einem Nachrufe heißen: B. S. Herderum edidit. Obiit. Hat den Herder herausgegeben, danach das Zeitliche gesegnet, mir solls recht sein.“
Suphan schrieb am 18. Oktober 1910 ein Gesuch an Großherzog Wilhelm Ernst um Dienstentlassung zum 1. Januar 1911, um Beurlaubung bis dahin und um anschließende Pensionierung. Dieses wurde mit Dekret vom 13. November 1910 bewilligt; der Großherzog änderte darin den Wortlaut aus „unter Anerkennung seiner langjährigen treuen Dienste“ zu „unter wärmster Anerkennung der dem Goethe- und Schiller-Archiv in einer langen Reihe von Jahren gewidmeten ausgezeichneten Dienste“.
Suphan wohnte in Weimar in der Altenburg, wo er 1911 starb. In der Nacht vom 8. zum 9. Februar 1911 bereitete Bernhard Suphan – offenbar in einer tiefen Depression – seinem Leben ein Ende.

## Werke
Suphan entwarf und verwirklichte den Plan zu einer historisch-kritischen Ausgabe der Werke von Johann Gottfried Herder: In genetisch-historischer Ordnung gab er jedes einzelne Werk Herders aus den Vorarbeiten, Skizzen und Neufassungen bis zur vollendeten Gestalt heraus. Herders Enkel Theodor Stichling hatte ihm dafür großzügig den Nachlass seines Großvaters zur Verfügung gestellt. Und so erschienen unter Suphans Redaktion und gemeinsam mit Rudolf Haym, Carl Redlich und Johannes Imelmann Herders „Gesammelte Werke“ zwischen 1877 und 1908 in insgesamt 33 Bänden. Bei diesen Arbeiten fand Suphan Aufschlüsse über die damals noch in diesem Umfang unbekannte Zusammenarbeit Goethes mit Herder. Er konnte darlegen, dass Goethe seine frühen Gedichte unter intensivem Einfluss Herders verfasste.
Im Jahr 1900 veröffentlichte Suphan zwei weitere Publikationen: über ein bis dahin unbekanntes Gedicht von Friedrich Schiller, dem er den Titel Deutschlands Größe gab, und über das späte Liebesgedicht Goethes Die Marienbader Elegie, das im wertvollen Faksimile-Druck erschien.

### Werke-Übersicht (Auswahl)
- 1887: Schriften der Goethe-Gesellschaft. Die ersten Bände der Weimarer Ausgabe (Sophien-Ausgabe) erscheinen.
- 1888: Friedrichs des Großen Schrift über die Deutsche Litteratur
- 1889: Briefe von Goethes Mutter an ihren Sohn
- 1893: Xenien 1796 (zusammen mit Erich Schmidt)
- 1894: Hans Sachs in Weimar. Gedruckte Urkunden zum 400. Geburtstage.
- 1897: Die Großherzogin Sophie von Sachsen und ihre Verfügungen hinsichtlich des Goethe- und Schiller-Archivs (Deutsche Rundschau).
- 1898: Goethe und Maria Paulowna. Urkunden.
- 1900: Elegie. September 1823. Goethes Reinschrift. + Allerlei Zierliches von der alten Exzellenz. Paul Heyse zum 70. Geburtstag.
- 1901: Weimarer Gedenk- und Feiertage. Gesammelte Blätter. + Tod des Großherzogs Carl Alexander (Nachruf Suphans im Goethe-Jahrbuch).
- 1902: Deutsche Größe. Ein unvollendetes Gedicht Schillers 1801.
- 1905: Zum 9. Mai 1905. Die Huldigung der Künste.
- 1906: Fritz Reuter und Klaus Groth im Goethe- und Schiller-Archiv.[7]